# سیارک ۱۵۱۱۸
سیارک ۱۵۱۱۸ (به انگلیسی: 15118 Elizabethsears، نامگذاری:2000DP82) پانزده هزار و صد و هجدهمین سیارک کشف شده‌است که در ۲۸ فوریه ۲۰۰۰ کشف شد.
قدر مطلق سیارک برابر ۱۵.۵ است.